# Sebastian Ułamek
Sebastian Ułamek (ur. 20 listopada 1975 w Częstochowie) – polski żużlowiec.
Indywidualny mistrz Europy na żużlu z 2010 roku, drużynowy wicemistrz świata z 2001 i trzykrotny mistrz Europy w parach (2006, 2008 i 2015).

## Życiorys
Licencję uzyskał w 1992 w barwach Włókniarza Częstochowa, z którym związany był do 1998. W 1999 na dwa lata przeniósł się do Wybrzeża Gdańsk, w 2001 trafił do Atlasu Wrocław, rok później do Unii Leszno, a w 2003 powrócił do Włókniarza. W sezonie 2009 został wypożyczony do I-ligowej Unii Tarnów, gdzie startował do 2011. W kolejnych latach reprezentował: WTS Wrocław, Start Gniezno, GKM Grudziądz i ŻKS ROW Rybnik. Do Włókniarza Częstochowa ponownie powrócił w 2016. Od 2018 reprezentuje barwy Kolejarz Opole. W 2019 roku podpisuje kontrakt warszawski z Włókniarzem Częstochowa. W roku 2023 był trenerem drużyny Wilków Krosno w Ekstralidze U24, mimo rezygnacji z tej funkcji przed rozpoczęciem sezonu.
Ośmiokrotny medalista DMP (dwukrotnie złoto w 1996 i 2003 z Włókniarzem, trzykrotnie srebro – w 2001 z Atlasem, 2002 z Unią i w 2006 z Włókniarzem, oraz trzykrotnie brąz w 1999 z Wybrzeżem i w latach 2004 oraz 2005 z Włókniarzem). Wielokrotny finalista Indywidualnych Mistrzostw Polski – w 2001 i 2006 zdobywał brązowe medale. Dwukrotnie – w 2000 i 2006 r. zajął drugie miejsce w Złotym Kasku, dwukrotnie także – w 1997 i 2001 – trzecie. Wcześniej, jako junior, jego największym sukcesem było drugie miejsce w Srebrnym Kasku w 1995 r. Na otwarcie sezonu 2006 odniósł zwycięstwo w Kryterium Asów, później w tym roku wraz ze Sławomirem Drabikiem sięgnął po złoty medal Mistrzostw Polski Par Klubowych.
Na arenie międzynarodowej zajął piąte miejsce w finale mistrzostw świata juniorów w 1996 r., później kilkunastokrotnie występował w zawodach cyklu Grand Prix, w tym w 1998, 2002 i 2009 r. jako stały uczestnik. Reprezentował barwy Polski w pierwszej edycji Drużynowego Pucharu Świata w 2001 r. i wywalczył z reprezentacją srebrny medal. W 2006 zdobył złoty medal Mistrzostw Europy Par.
W 2006 występował w czeskiej lidze w barwach AK Slaný, z którym wywalczył tytuł mistrzowski. W 2007 pozostał zawodnikiem tej drużyny. 14 września 2008 na torze w Zielonej Górze wraz z Grzegorzem Walaskiem i Kennethem Bjerre wywalczył awans do cyklu SGP.
30 czerwca 2013 przekroczył próg 2500 punktów zdobytych w rozgrywkach w najwyższej lidze polskiej sezonu zasadniczego (razem z punktami bonusowymi ale bez bonusów za tzw. jokera).

## Osiągnięcia

### Starty w Grand Prix (Indywidualnych Mistrzostwach Świata na Żużlu)

#### Miejsca na podium
| Nr | Dzień           | Rok  | Nazwa             | Miejscowość | Tor             | Miejsce | Punkty | Biegi           | Zwycięzca      |
| -- | --------------- | ---- | ----------------- | ----------- | --------------- | ------- | ------ | --------------- | -------------- |
| 1. | 17 października | 2009 | Grand Prix Polski | Bydgoszcz   | Stadion Polonii | 3       | 16     | (0,3,3,2,3,3,2) | Nicki Pedersen |

#### Punkty w poszczególnych zawodachGrand Prix
| Sezon 1998          |                        |                                |                                 |                                |                           |                           |                       |                       |                       |                            |         |         |         |         |         |         |         |         |         |         |         |         |         |         |         |        |        |        |        |        |        |        |        |        |        |        |        |        |        |        |        |        |        |        |        |        |        |
| GP Czech – Praga    | GP Niemiec – Pocking   | GP Danii – Vojens              | GP Wielkiej Brytanii – Coventry | GP Szwecji – Linköping         | GP Polski – Bydgoszcz     | miejsce                   | miejsce               | miejsce               | miejsce               | miejsce                    | miejsce | miejsce | miejsce | miejsce | miejsce | miejsce | miejsce | miejsce | miejsce | miejsce | miejsce | miejsce | miejsce | miejsce | miejsce | punkty | punkty | punkty | punkty | punkty | punkty | punkty | punkty | punkty | punkty | punkty | punkty | punkty | punkty | punkty | punkty | punkty | punkty | punkty | punkty | punkty | punkty |
| –                   | 1                      | 2                              | 1                               | 4                              | 2                         | 24                        | 24                    | 24                    | 24                    | 24                         | 24      | 24      | 24      | 24      | 24      | 24      | 24      | 24      | 24      | 24      | 24      | 24      | 24      | 24      | 24      | 10     | 10     | 10     | 10     | 10     | 10     | 10     | 10     | 10     | 10     | 10     | 10     | 10     | 10     | 10     | 10     | 10     | 10     | 10     | 10     | 10     | 10     |
| Sezon 1999          |                        |                                |                                 |                                |                           |                           |                       |                       |                       |                            |         |         |         |         |         |         |         |         |         |         |         |         |         |         |         |        |        |        |        |        |        |        |        |        |        |        |        |        |        |        |        |        |        |        |        |        |        |
| GP Czech – Praga    | GP Szwecji – Linköping | GP Polski – Wrocław            | GP Wielkiej Brytanii – Coventry | GP Polski – Bydgoszcz          | GP Danii – Vojens         | miejsce                   | miejsce               | miejsce               | miejsce               | miejsce                    | miejsce | miejsce | miejsce | miejsce | miejsce | miejsce | miejsce | miejsce | miejsce | miejsce | miejsce | miejsce | miejsce | miejsce | miejsce | punkty | punkty | punkty | punkty | punkty | punkty | punkty | punkty | punkty | punkty | punkty | punkty | punkty | punkty | punkty | punkty | punkty | punkty | punkty | punkty | punkty | punkty |
| –                   | 4                      | –                              | –                               | –                              | –                         | 26                        | 26                    | 26                    | 26                    | 26                         | 26      | 26      | 26      | 26      | 26      | 26      | 26      | 26      | 26      | 26      | 26      | 26      | 26      | 26      | 26      | 4      | 4      | 4      | 4      | 4      | 4      | 4      | 4      | 4      | 4      | 4      | 4      | 4      | 4      | 4      | 4      | 4      | 4      | 4      | 4      | 4      | 4      |
| Sezon 2000          |                        |                                |                                 |                                |                           |                           |                       |                       |                       |                            |         |         |         |         |         |         |         |         |         |         |         |         |         |         |         |        |        |        |        |        |        |        |        |        |        |        |        |        |        |        |        |        |        |        |        |        |        |
| GP Czech – Praga    | GP Szwecji – Linköping | GP Polski – Wrocław            | GP Wielkiej Brytanii – Coventry | GP Danii – Vojens              | GP Europy – Bydgoszcz     | miejsce                   | miejsce               | miejsce               | miejsce               | miejsce                    | miejsce | miejsce | miejsce | miejsce | miejsce | miejsce | miejsce | miejsce | miejsce | miejsce | miejsce | miejsce | miejsce | miejsce | miejsce | punkty | punkty | punkty | punkty | punkty | punkty | punkty | punkty | punkty | punkty | punkty | punkty | punkty | punkty | punkty | punkty | punkty | punkty | punkty | punkty | punkty | punkty |
| –                   | –                      | 6                              | –                               | –                              | –                         | 28                        | 28                    | 28                    | 28                    | 28                         | 28      | 28      | 28      | 28      | 28      | 28      | 28      | 28      | 28      | 28      | 28      | 28      | 28      | 28      | 28      | 6      | 6      | 6      | 6      | 6      | 6      | 6      | 6      | 6      | 6      | 6      | 6      | 6      | 6      | 6      | 6      | 6      | 6      | 6      | 6      | 6      | 6      |
| Sezon 2002          |                        |                                |                                 |                                |                           |                           |                       |                       |                       |                            |         |         |         |         |         |         |         |         |         |         |         |         |         |         |         |        |        |        |        |        |        |        |        |        |        |        |        |        |        |        |        |        |        |        |        |        |        |
| GP Norwegii – Hamar | GP Polski – Bydgoszcz  | GP Wielkiej Brytanii – Cardiff | GP Słowenii – Krško             | GP Szwecji – Sztokholm         | GP Czech – Praga          | GP Skandynawii – Göteborg | GP Europy – Chorzów   | GP Danii – Vojens     | GP Australii – Sydney | miejsce                    | miejsce | miejsce | miejsce | miejsce | miejsce | miejsce | miejsce | miejsce | miejsce | miejsce | miejsce | miejsce | miejsce | miejsce | miejsce | punkty | punkty | punkty | punkty | punkty | punkty | punkty | punkty | punkty | punkty | punkty | punkty | punkty | punkty | punkty | punkty | punkty | punkty | punkty | punkty | punkty | punkty |
| 2                   | 6                      | 5                              | 4                               | 3                              | 3                         | 2                         | 5                     | 4                     | 5                     | 17                         | 17      | 17      | 17      | 17      | 17      | 17      | 17      | 17      | 17      | 17      | 17      | 17      | 17      | 17      | 17      | 39     | 39     | 39     | 39     | 39     | 39     | 39     | 39     | 39     | 39     | 39     | 39     | 39     | 39     | 39     | 39     | 39     | 39     | 39     | 39     | 39     | 39     |
| Sezon 2003          |                        |                                |                                 |                                |                           |                           |                       |                       |                       |                            |         |         |         |         |         |         |         |         |         |         |         |         |         |         |         |        |        |        |        |        |        |        |        |        |        |        |        |        |        |        |        |        |        |        |        |        |        |
| GP Europy – Chorzów | GP Szwecji – Avesta    | GP Wielkiej Brytanii – Cardiff | GP Danii – Kopenhaga            | GP Słowenii – Krško            | GP Skandynawii – Göteborg | GP Czech – Praga          | GP Polski – Bydgoszcz | GP Norwegii – Hamar   | miejsce               | miejsce                    | miejsce | miejsce | miejsce | miejsce | miejsce | miejsce | miejsce | miejsce | miejsce | miejsce | miejsce | miejsce | miejsce | miejsce | miejsce | punkty | punkty | punkty | punkty | punkty | punkty | punkty | punkty | punkty | punkty | punkty | punkty | punkty | punkty | punkty | punkty | punkty | punkty | punkty | punkty | punkty | punkty |
| 4                   | –                      | –                              | –                               | –                              | –                         | –                         | –                     | –                     | 34                    | 34                         | 34      | 34      | 34      | 34      | 34      | 34      | 34      | 34      | 34      | 34      | 34      | 34      | 34      | 34      | 34      | 4      | 4      | 4      | 4      | 4      | 4      | 4      | 4      | 4      | 4      | 4      | 4      | 4      | 4      | 4      | 4      | 4      | 4      | 4      | 4      | 4      | 4      |
| Sezon 2007          |                        |                                |                                 |                                |                           |                           |                       |                       |                       |                            |         |         |         |         |         |         |         |         |         |         |         |         |         |         |         |        |        |        |        |        |        |        |        |        |        |        |        |        |        |        |        |        |        |        |        |        |        |
| GP Włoch – Lonigo   | GP Europy – Wrocław    | GP Szwecji – Eskilstuna        | GP Danii – Kopenhaga            | GP Wielkiej Brytanii – Cardiff | GP Czech – Praga          | GP Skandynawii – Målilla  | GP Łotwy – Dyneburg   | GP Polski – Bydgoszcz | GP Słowenii – Krško   | GP Niemiec – Gelsenkirchen | miejsce | miejsce | miejsce | miejsce | miejsce | miejsce | miejsce | miejsce | miejsce | miejsce | miejsce | miejsce | miejsce | miejsce | miejsce | punkty | punkty | punkty | punkty | punkty | punkty | punkty | punkty | punkty | punkty | punkty | punkty | punkty | punkty | punkty | punkty | punkty | punkty | punkty | punkty | punkty | punkty |
| –                   | 6                      | –                              | –                               | –                              | –                         | –                         | –                     | –                     | –                     | –                          | 21      | 21      | 21      | 21      | 21      | 21      | 21      | 21      | 21      | 21      | 21      | 21      | 21      | 21      | 21      | 6      | 6      | 6      | 6      | 6      | 6      | 6      | 6      | 6      | 6      | 6      | 6      | 6      | 6      | 6      | 6      | 6      | 6      | 6      | 6      | 6      | 6      |
| Sezon 2009          |                        |                                |                                 |                                |                           |                           |                       |                       |                       |                            |         |         |         |         |         |         |         |         |         |         |         |         |         |         |         |        |        |        |        |        |        |        |        |        |        |        |        |        |        |        |        |        |        |        |        |        |        |
| GP Czech – Praga    | GP Europy – Leszno     | GP Szwecji – Göteborg          | GP Danii – Kopenhaga            | GP Wielkiej Brytanii – Cardiff | GP Łotwy – Dyneburg       | GP Skandynawii – Målilla  | GP Nordyckie – Vojens | GP Słowenii – Krško   | GP Włoch – Terenzano  | GP Polski – Bydgoszcz      | miejsce | miejsce | miejsce | miejsce | miejsce | miejsce | miejsce | miejsce | miejsce | miejsce | miejsce | miejsce | miejsce | miejsce | miejsce | punkty | punkty | punkty | punkty | punkty | punkty | punkty | punkty | punkty | punkty | punkty | punkty | punkty | punkty | punkty | punkty | punkty | punkty | punkty | punkty | punkty |        |
| 5                   | 8                      | 6                              | 8                               | 8                              | 6                         | 5                         | 8                     | 2                     | 3                     | 16                         | 12      | 12      | 12      | 12      | 12      | 12      | 12      | 12      | 12      | 12      | 12      | 12      | 12      | 12      | 12      | 75     | 75     | 75     | 75     | 75     | 75     | 75     | 75     | 75     | 75     | 75     | 75     | 75     | 75     | 75     | 75     | 75     | 75     | 75     | 75     | 75     |        |

| Statystyki        | Statystyki |
| ----------------- | ---------- |
| Starty            | 30         |
| Zwycięstwa        | 0          |
| Miejsca na podium | 1          |
| Finalista         | 1          |
| Punkty            | 144        |

### Drużynowy Puchar Świata
| Dzień      | Rok  | Drużyna | Miejscowość | Miejsce         | Skład | Punkty  | Biegi         | Zwycięzca |
| ---------- | ---- | ------- | ----------- | --------------- | ----- | ------- | ------------- | --------- |
| 7 lipca    | 2001 | Polska  | Wrocław     | 2.              | [ a ] | 13 (65) | (t,4,2,4,3)   | Australia |
| 9 sierpnia | 2003 | Polska  | Vojens      | 4.              | [ b ] | 6 (49)  | (4,1,0,1,-)   | Szwecja   |
| 22 lipca   | 2006 | Polska  | Reading     | 5. (3 w barażu) | [ c ] | 0       | (1,0,3,1,3,u) | Dania     |

### Drużynowe Mistrzostwa Polski
| Sezon | Klub                             | Miejsce | Średnia biegowa | Liga       | Zwycięzca ligi               | Mistrz Polski                |
| ----- | -------------------------------- | ------- | --------------- | ---------- | ---------------------------- | ---------------------------- |
| 1992  | Yawal Częstochowa                | 10.     | NS              | I liga     | Polonia Bydgoszcz            | Polonia Bydgoszcz            |
| 1993  | Włókniarz Częstochowa            | 2.      | 0,478           | II liga    | Wybrzeże Rafineria Gdańsk    | Sparta Polsat Wrocław        |
| 1994  | Włókniarz Częstochowa            | 6.      | 1,250           | I liga     | Sparta Polsat Wrocław        | Sparta Polsat Wrocław        |
| 1995  | Włókniarz Częstochowa            | 8.      | 1,598           | I liga     | Sparta Polsat Wrocław        | Sparta Polsat Wrocław        |
| 1996  | Włókniarz Malma Częstochowa      | 1.      | 2,011           | I liga     | —                            | —                            |
| 1997  | Włókniarz Malma Częstochowa      | 9.      | 2,112           | I liga     | Jutrzenka Polonia Bydgoszcz  | Jutrzenka Polonia Bydgoszcz  |
| 1998  | Włókniarz Malma Częstochowa      | 3.      | 2,747           | II liga    | Atlas Wrocław                | Jutrzenka Polonia Bydgoszcz  |
| 1999  | Lotos Wybrzeże Gdańsk            | 3.      | 2,278           | I liga     | Ludwik Polonia Piła          | Ludwik Polonia Piła          |
| 2000  | Lotos Wybrzeże Gdańsk            | 8.      | 2,214           | Ekstraliga | Polonia Bydgoszcz            | Polonia Bydgoszcz            |
| 2001  | Atlas Wrocław                    | 2.      | 2,170           | Ekstraliga | Apator Adriana Toruń         | Apator Adriana Toruń         |
| 2002  | Unia Leszno                      | 2.      | 2,304           | Ekstraliga | Polonia Bydgoszcz            | Polonia Bydgoszcz            |
| 2003  | Top Secret Włókniarz Częstochowa | 1.      | 2,284           | Ekstraliga | —                            | —                            |
| 2004  | Złomrex Włókniarz Częstochowa    | 3.      | 1,894           | Ekstraliga | Unia Tarnów                  | Unia Tarnów                  |
| 2005  | Złomrex Włókniarz Częstochowa    | 3.      | 1,903           | Ekstraliga | Unia Tarnów                  | Unia Tarnów                  |
| 2006  | Złomrex Włókniarz Częstochowa    | 2.      | 2,183           | Ekstraliga | Atlas Wrocław                | Atlas Wrocław                |
| 2007  | Złomrex Włókniarz Częstochowa    | 5.      | 1,622           | Ekstraliga | Unia Leszno                  | Unia Leszno                  |
| 2008  | Złomrex Włókniarz Częstochowa    | 4.      | 1,912           | Ekstraliga | Unibax Toruń                 | Unibax Toruń                 |
| 2009  | Unia Tarnów                      | 1.      | 2,581           | I liga     | —                            | Falubaz Zielona Góra         |
| 2010  | Tauron Azoty Tarnów              | 5.      | 1,771           | Ekstraliga | Unia Leszno                  | Unia Leszno                  |
| 2011  | Tauron Azoty Tarnów              | 7.      | 1,892           | Ekstraliga | Stelmet Falubaz Zielona Góra | Stelmet Falubaz Zielona Góra |
| 2012  | Betard Sparta Wrocław            | 9.      | 1,711           | Ekstraliga | Azoty Tauron Tarnów          | Azoty Tauron Tarnów          |
| 2013  | Lechma Start Gniezno             | 10.     | 1,597           | Ekstraliga | Stelmet Falubaz Zielona Góra | Stelmet Falubaz Zielona Góra |
| 2014  | GKM Grudziądz                    | 3.      | 1,987           | I liga     | PGE Marma Rzeszów            | Stal Gorzów Wielkopolski     |

### Indywidualne Mistrzostwa Polski
| Dzień          | Rok  | Klub                             | Miejscowość  | Miejsce                    | Punkty                     | Biegi                      | Zwycięzca          |
| -------------- | ---- | -------------------------------- | ------------ | -------------------------- | -------------------------- | -------------------------- | ------------------ |
| 16 lipca       | 1995 | Włókniarz Częstochowa            | Wrocław      | 15. miejsce w ćwierćfinale | 15. miejsce w ćwierćfinale | 15. miejsce w ćwierćfinale | Tomasz Gollob      |
| 15 sierpnia    | 1996 | Włókniarz Malma Częstochowa      | Warszawa     | 8.                         | 7                          | (0,3,2,1,1)                | Sławomir Drabik    |
| 15 sierpnia    | 1997 | Włókniarz Malma Częstochowa      | Częstochowa  | 7.                         | 8                          | (d,3,1,1,3)                | Jacek Krzyżaniak   |
| 15 sierpnia    | 1998 | Włókniarz Malma Częstochowa      | Bydgoszcz    | 6.                         | 9                          | (3,0,1,2,3)                | Jacek Gollob       |
| 20 sierpnia    | 1999 | Lotos Wybrzeże Gdańsk            | Bydgoszcz    | R1 w półfinale             | R1 w półfinale             | R1 w półfinale             | Piotr Protasiewicz |
| 15 sierpnia    | 2000 | Lotos Wybrzeże Gdańsk            | Piła         | 7.                         | 7                          | (2,1,2,2)                  | Jacek Gollob       |
| 15 sierpnia    | 2001 | Atlas Wrocław                    | Bydgoszcz    | 3.                         | 13+2                       | (3,2,3,3,2)+2              | Tomasz Gollob      |
| 15 sierpnia    | 2002 | Unia Leszno                      | Toruń        | 11. miejsce w półfinale    | 11. miejsce w półfinale    | 11. miejsce w półfinale    | Tomasz Gollob      |
| 15 sierpnia    | 2003 | Top Secret Włókniarz Częstochowa | Bydgoszcz    | 13. miejsce w półfinale    | 13. miejsce w półfinale    | 13. miejsce w półfinale    | Rune Holta         |
| 15 sierpnia    | 2005 | Złomrex Włókniarz Częstochowa    | Tarnów       | 10.                        | 6                          | (3,3,0,0,0)                | Janusz Kołodziej   |
| 15 sierpnia    | 2006 | Złomrex Włókniarz Częstochowa    | Tarnów       | 3.                         | 11                         | (3,2,0,3,3)                | Tomasz Gollob      |
| 15 sierpnia    | 2007 | Złomrex Włókniarz Częstochowa    | Wrocław      | 9.                         | 8                          | (3,0,2,1,2)                | Rune Holta         |
| 9 sierpnia     | 2008 | Złomrex Włókniarz Częstochowa    | Leszno       | 10.                        | 6                          | (2,w,2,1,1)                | Adam Skórnicki     |
| 25 lipca       | 2009 | Unia Tarnów                      | Toruń        | NS w półfinale             | NS w półfinale             | NS w półfinale             | Tomasz Gollob      |
| 18 września    | 2010 | Tauron Azoty Tarnów              | Zielona Góra | 7.                         | 7                          | (3,3,1,u,0)                | Janusz Kołodziej   |
| 3 września     | 2011 | Tauron Azoty Tarnów              | Leszno       | 13.                        | 4                          | (2,0,1,0,1)                | Jarosław Hampel    |
| 6 października | 2013 | Lechma Start Gniezno             | Tarnów       | 6.                         | 9+0                        | (3,1,2,1,2)+0              | Janusz Kołodziej   |
| 14 sierpnia    | 2014 | GKM Grudziądz                    | Zielona Góra | NS w ćwierćfinale          | NS w ćwierćfinale          | NS w ćwierćfinale          | Krzysztof Kasprzak |

### Indywidualne Mistrzostwa Świata Juniorów
| Dzień      | Rok  | Klub                        | Miejscowość | Miejsce                 | Punkty                  | Biegi                   | Zwycięzca          |
| ---------- | ---- | --------------------------- | ----------- | ----------------------- | ----------------------- | ----------------------- | ------------------ |
| 5 sierpnia | 1995 | Włókniarz Częstochowa       | Tampere     | 13. miejsce w półfinale | 13. miejsce w półfinale | 13. miejsce w półfinale | Jason Crump        |
| 4 sierpnia | 1996 | Włókniarz Malma Częstochowa | Olching     | 5.                      | 10                      | (2,3,3,1,1)             | Piotr Protasiewicz |

### Młodzieżowe Indywidualne Mistrzostwa Polski
| Dzień       | Rok  | Klub                        | Miejscowość | Miejsce | Punkty | Biegi       | Zwycięzca        |
| ----------- | ---- | --------------------------- | ----------- | ------- | ------ | ----------- | ---------------- |
| 30 lipca    | 1994 | Włókniarz Częstochowa       | Tarnów      | 6.      | 10     | (3,2,2,1,2) | Grzegorz Rempała |
| 13 sierpnia | 1995 | Włókniarz Częstochowa       | Rzeszów     | 10.     | 7      | (0,3,2,1,1) | Rafał Dobrucki   |
| 4 lipca     | 1996 | Włókniarz Malma Częstochowa | Rzeszów     | 12.     | 6      | (3,2,1,d,-) | Tomasz Bajerski  |

### Złoty Kask
| Dzień            | Rok  | Klub                             | Miejscowość         | Miejsce | Punkty | Biegi         | Zwycięzca           |
| ---------------- | ---- | -------------------------------- | ------------------- | ------- | ------ | ------------- | ------------------- |
| 27 września      | 1996 | Włókniarz Malma Częstochowa      | Wrocław             | 16.     | 3      | (0,0,d,2,1)   | Jacek Gollob        |
| 3 października   | 1997 | Włókniarz Malma Częstochowa      | Wrocław             | 3.      | 11     | (2,2,2,3,2)   | Tomasz Gollob       |
| 18 września      | 1999 | Lotos Wybrzeże Gdańsk            | Wrocław             | 6.      | 9      | (3,3,d,1,2)   | Jacek Krzyżaniak    |
| 29 września      | 2000 | Lotos Wybrzeże Gdańsk            | Wrocław             | 2.      | 13     | (2,3,2,3,3)   | Tomasz Gollob       |
| 21 września      | 2001 | Atlas Wrocław                    | Wrocław             | 3.      | 13     | (2,2,3,3,3)   | Piotr Protasiewicz  |
| 12 października  | 2002 | Unia Leszno                      | Bydgoszcz           | 5.      | 11     | (2,3,3,2,1)   | Tomasz Gollob       |
| 18 października  | 2003 | Top Secret Włókniarz Częstochowa | Wrocław             | 5.      | 10     | (3,1,1,2,3)   | Rafał Okoniewski    |
| 9 października   | 2004 | Złomrex Włókniarz Częstochowa    | Bydgoszcz           | 12.     | 5      | (0,2,2,0,1)   | Wiesław Jaguś       |
| 8 czerwca        | 2006 | Złomrex Włókniarz Częstochowa    | Częstochowa         | 2.      | 13     | (3,2,3,2,3)   | Tomasz Gollob       |
| 6 czerwca        | 2007 | Złomrex Włókniarz Częstochowa    | Bydgoszcz           | 9.      | 6      | (3,1,2,d)     | Grzegorz Walasek    |
| 30 kwietnia 2010 | 2009 | Tauron Azoty Tarnów              | Zielona Góra        | 8.      | 9      | (2,3,1,2,1)   | Janusz Kołodziej    |
| 16 września      | 2010 | Tauron Azoty Tarnów              | Częstochowa         | 6.      | 10+2   | (3,3,0,1,3)+2 | Janusz Kołodziej    |
| 24 kwietnia      | 2011 | Tauron Azoty Tarnów              | Toruń               | 12.     | 5      | (2,1,0,0,2)   | Adrian Miedziński   |
| 5 maja           | 2012 | Betard Sparta Wrocław            | Gorzów Wielkopolski | 11.     | 5      | (0,1,2,1,1)   | Piotr Pawlicki      |
| 25 kwietnia      | 2013 | Lechma Start Gniezno             | Rawicz              | 9.      | 6      | (0,3,1,2,0)   | Maciej Janowski     |
| 12 października  | 2014 | GKM Grudziądz                    | Rawicz              | 8.      | 8      | (2,0,0,3,3)   | Przemysław Pawlicki |

### Srebrny Kask
| Dzień          | Rok  | Klub                        | Miejscowość  | Miejsce | Punkty | Biegi         | Zwycięzca      |
| -------------- | ---- | --------------------------- | ------------ | ------- | ------ | ------------- | -------------- |
| 1 października | 1995 | Włókniarz Częstochowa       | Toruń        | 2.      | 13+2   | (2,2,3,3,3)+2 | Rafał Dobrucki |
| 8 sierpnia     | 1996 | Włókniarz Malma Częstochowa | Zielona Góra | 5.      | 11+1   | (3,2,2,2,2)+1 | Wiesław Jaguś  |

### Brązowy Kask
| Dzień       | Rok  | Klub                  | Miejscowość | Miejsce        | Punkty         | Biegi          | Zwycięzca        |
| ----------- | ---- | --------------------- | ----------- | -------------- | -------------- | -------------- | ---------------- |
| 6 lipca     | 1993 | Włókniarz Częstochowa | Tarnów      | R3 w półfinale | R3 w półfinale | R3 w półfinale | Piotr Baron      |
| 18 września | 1994 | Włókniarz Częstochowa | Piła        | 7.             | 7              | (d,0,1,3,3)    | Waldemar Walczak |